# Jane Vignery
Jeanne Émilie Virginie (Jane) Vignery (Gent, 11 april 1913 – Luttre, 15 augustus 1974) was een Belgische componiste en muzieklerares.

## Biografie
Jane Vignery werd geboren in een familie van muzikanten. Haar vader was ingenieur, haar moeder was Palmyre Buyst, pianiste, muzieklerares en componiste. Haar grootvader, Émile Vignery, was ook componist.
Jane Vignery studeerde aan het Koninklijk Conservatorium van Gent en behaalde haar diploma muziektheorie in 1925, harmonie in 1927 en contrapunt en fuga in 1929.
Daarna ging ze naar Parijs om te studeren aan de École normale de musique, waar ze viool en altviool studeerde bij Marcel Chailley, Jules Boucherit en Jacques Thibaud. Ze studeerde harmonie bij Nadia Boulanger en Jacques de La Presle, en muzikale analyse bij Paul Dukas.
In 1941 nam ze deel aan de Prix de Rome met haar cantate La Lumière endormie, maar de competitie werd onderbroken vanwege de Tweede Wereldoorlog. Door ongeneeslijke spiervermoeidheid moest ze haar carrière als violiste opgeven en wijdde ze zich aan compositie en lesgeven.
In 1942 won Vignery de Émile Mathieu-prijs voor haar Sonate voor hoorn en piano. Ze won ook de Irène-Fuerison prijs voor haar Sonate voor viool en piano.
In 1945 werd ze benoemd tot professor harmonie aan het Koninklijk Conservatorium van Gent, waar ze vanaf dan vele studenten les gaf.
Jane Vignery overleed op 15 augustus 1974 bij een tragisch treinongeval op de lijn Charleroi-Brussel-Antwerpen in Luttre.
Esthetisch gezien had de componiste het volgende over haar kunst te zeggen: "Muziek is architectuur in beweging. Het geloof in deze definitie is de basis van mijn muzikale denken".

## Werken
- Sonate voor hoorn en piano, op. 7, gecomponeerd voor Maurice Van Bocxsteale, professor hoorn aan het Conservatorium van Gent, en uitgegeven in 1948 door Brogneaux[4]
- Sonate voor viool en piano, op. 8

- Gemeinsame Normdatei: 137082029
- International Standard Name Identifier: 0000 0000 8246 5493
- Library of Congress Control Number: no2006096220
- MusicBrainz: 9108383f-7219-4f02-aa5a-762e66272c8b
- Nederlandse Thesaurus van Auteursnamen: 375308164
- Système universitaire de documentation: 154743194
- Virtual International Authority File: 61305636
- WorldCat: E39PBJhhvFmqDj8XhcHqrbKyBP